# Attrezzatura di coperta
L'attrezzatura di coperta è l'insieme di strumenti, manuali, meccanici, elettrici e oleodinamici, installati sul piano di coperta necessari per lo svolgimento delle manovre sopra di essa. L'attrezzatura di coperta, richiede due tipi di manutenzione: ordinaria e straordinaria, onde evitare malfunzionamenti e spiacevoli sorprese.
Gli strumenti che necessitano di entrambi i tipi di manutenzioni, sono principalmente quelli che hanno nel loro insieme parti mobili (oblò, winches, bozzelli, ecc...).
Tra le attrezzature di coperta, troviamo alcuni componenti che non necessitano di manutenzione ordinaria, ma soltanto di quella straordinaria, per es. (controllo dei perni di fissaggio, riverniciataura ecc... ) in quanto sono statici (bocche di granchio, bitte, gallocce ecc...).
La manutenzione ordinaria, maggiormente, si esegue con risciacqui di acqua dolce, per eliminare i cristalli di sale. Con meno frequenza, ma pur sempre all'interno dell'ordinario,  alle parti che ne necessitano, va eseguita una lubrificazione con specifici prodotti.
La manutenzione straordinaria invece, richiede un impegno maggiore, per es., eseguire un intervento di manutenzione straordinaria "ad hoc" su di un winch, significa; lo smontaggio in ogni sua parte, la pulizia e la rimozione di residui dannosi, la sostituzione se necessario di parti usurate, la lubrificazione e infine il rimontaggio.
La corrosione, visti gli agenti atmosferici nei quali tali dispositivi operano, va combattuta senza esitazioni. Poiché, molti componenti dell'attrezzatura sono in metalli diversi fra loro (alluminio, bronzo o ottone marino, acciaio inox), è soprattutto la corrosione galvanica a svilupparsi all'interno, danneggiando le varie parti. 
Le attrezzature di coperta, variano a seconda della tipologia dell'imbarcazione, (nave mercantile, nave passeggeri, imbarcazione a vela/motore ecc..). 
In particolare, in un'imbarcazione a vela, l'attrezzatura è designata in modo tale, da lavorare in base a un fattore di carico distribuito secondo un angolo di allineamento. La forza del vento, in rapporto alla superficie velica esposta, produce infatti una forza che è possibile calcolare per determinare il tipo e la dimensione delle attrezzature di coperta che, comprendono le manovre correnti: drizze, scotte, amantigli ecc... ma anche la ferramenta: golfari, bozzelli e paranchi, accessori necessari per manovrare le vele e il boma, nelle barche a vela moderne ed invece i pennoni in quelle d'epoca. Le manovre fisse(o dormienti) sono l'insieme dei cavi di sostegno (sartiame) destinato a sorreggere l'albero.